# Mariutinos
Mariutinos (Marioutini) são uma tribo de dermestídeos da subfamília Dermestinae.

## Gêneros
- Mariouta Pic, 1898
- Rhopalosilpha Arrow, 1929